# كومارا
جزيرة كومارا (بالإسبانية: La Gomera)‏ هي إحدى جزر الكناري أو جزر الخالدات (إسبانيا)، وتقع في المحيط الأطلسي قبالة سواحل أفريقيا. تبلغ مساحتها 372 كيلو متر مربع وتكون بذلك ثالث أصغر جزيرة من أصل ثمان جزر رئيسية في هذا الأرخبيل، وهي تنتمي إلى مقاطعة سانتا كروث دي تينيريفه ، يبلُغ عدد سكانها نحو 32076 حسب إحصاء 2011.
يوجد في وسط الجزيرة منتزه كاراجوني الوطني ، والذي صنفته اليونسكو كأحد مواقع التراث العالمي منذ عام 1986. كما تم إدراج سيلبو (اللغة التي يتحدث بها بعض سكان الجزيرة) ضمن التراث العالمي أيضاً منذ عام 2009.
اعترفت اليونسكو بالجزيرة في عام 2012 كمحمية المحيط الحيوي.

## تاريخ
في عام 1494 بعد سقوط غرناطة، تم دمج الجزيرة في تاج قشتالة تحت سيطرة بيرازا. حيث أُسس نظاماً استبدادياً استمر حتى الثلث الأول من القرن التاسع عشر.
كان للجزيرة أهمية معينة من وجهة نظر كريستوفر كولومبوس ، لأنها كانت آخر أرض معروفة قبل أمريكا حيث توقّف هذا البحار وحصل على الماء والطعام ، قبل مغادرته لاكتشاف أمريكا في 6 أيلول/ سبتمبر 1492 ، من خليج سان سيباستيان دي لا جوميرا.
في أربعينيات القرن الماضي ، في ذروة تطورها الديموغرافي ، كان هناك 29000 نسمة. ولكن منذ ذلك التاريخ ومع انحسار الموارد الزراعية ثم تدهور الوضع في الجزيرة حيث بدأت هجرة مكثفة نحو أمريكا اللاتينية (كوبا وفنزويلا) ، وخاصة نحو تينيريفي ، حيث يعيش اليوم أكثر من سكان هذه الجزيرة نفسها.

## التضاريس
الجزيرة بركانية ودائرية الشكل تقريباً. يبلغ قطرها حوالي 22 كيلومتراً (14 ميلاً). وهي ذات طبيعة جبلية ومنحدرة بشكل حاد ، ترتفع أعلى قمة فيها إلى 1487 متر (4879 قدمًا) وهي قمة ألتو دي غاراجوناي.

## السياحة والاقتصاد
يعتمد اقتصاد الجزيرة بشكل رئيسي على الزراعة ، من ناحية من حيث الاكتفاء الذاتي (الخضار) ، ومن ناحية أخرى ، من حيث التصدير (بشكل أساسي الموز ثم البابايا والمانجو ، العنب والأفوكادو). وبرغم المساحة الصغيرة المتوفرة لهذا النوع من النشاط ، فإنّ وفرة المحاصيل ممكنة بفضل المدرجات المَبنيّة والشبكة الواسعة من قنوات الري.
تُوفِّر تربية الماعز الجبن الطازج ، الذي يتم إنتاجه يدويًا مثل الموغروتي (almogrote) وهو أحد المنتجات الغذائية للذوّاقة الزائرين لهذه الجزيرة. وكذلك عسل النخيل.
في السنوات الأخيرة ، كانت التنمية الاقتصادية موجهة نحو السياحة. تحظى المناطق الريفية باهتمام خاص لأنه يمكنك ممارسة المشي والمشي لمسافات طويلة وركوب الدراجات الجبلية. ويوجد منتجعات ساحلية وميناء حيث توجد العديد من الفنادق والشقق التي تحظى بشعبية كبيرة لدى السياح.

## المهرجانات
مهرجان عذراء غوادالوبي ، شفيع الجزيرة ، في الاثنين الذي يلي السبت الأول من تشرين الأول / أكتوبر. ويتم الاحتفال به كل خمس سنوات (كان آخرها في عام 2018) حيث يتمُّ إحضار أيقونة العذراء هذه بالقارب من مكان تواجدها في بونتالانا إلى العاصمة، حيث يستضيفها العديد من الأشخاص ، ويتم نقلها في جميع أنحاء الجزيرة لمدة شهرين.